# Azuur (schilderij)
Azuur is een schilderij van de Vlaamse kunstschilder Gustave Van de Woestyne. De kunstenaar schilderde het doek in 1928. Het schilderij behoort tot de collectie van het Koninklijk Museum voor Schone Kunsten Antwerpen.

## Beschrijving
Het schilderij Azuur toont een jonge man en vrouw in een landschap met een kerk en een boom. Deze zijn uiterst eenvoudig en zelfs naïef voorgesteld. De figuren worden sterk afgesneden en staan heel dicht bij de beeldrand of de toeschouwer. De man kijkt naar de lucht en ook de vrouw kijkt de toeschouwer niet aan. Ze lijken ook niet veel met elkaar te maken te hebben.
De werken van Gustave Van de Woestyne lijken vaak onecht, gekunsteld en niet in proportie. Dit is ook het geval bij dit schilderij. Om een sterk beeld te scheppen moet alle ballast wijken, ook de illusie van een doorlopende ruimte.